# Megachile peruviana
Megachile peruviana är en biart som beskrevs av Smith 1879. Megachile peruviana ingår i släktet tapetserarbin, och familjen buksamlarbin. Inga underarter finns listade i Catalogue of Life.